# Oenino (plaats)
Oenino is een bestuurslaag in het regentschap Timor Tengah Selatan van de provincie Oost-Nusa Tenggara, Indonesië. Oenino telt 949 inwoners (volkstelling 2010).